# Brąswałd

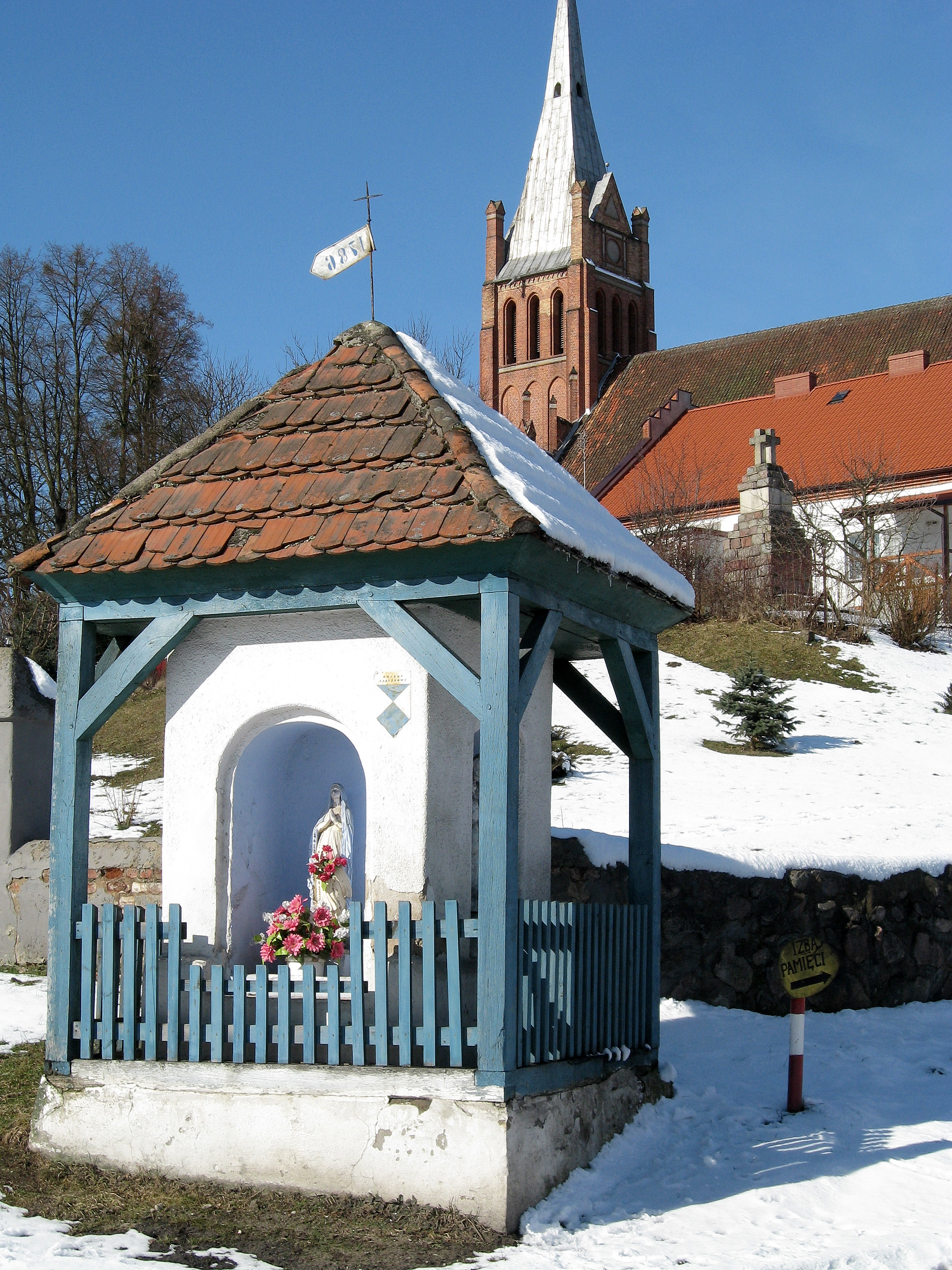
Una capilla en Brąswałd.

Brąswałd es un pueblo en el distrito administrativo de Gmina Dywity, en el Condado de Olsztyn, Voivodato de Varmia y Masuria, al norte de Polonia. Se encuentra a unos 5 kilómetros (3 millas) al oeste de Dywity y a 10 kilómetros (6 millas) al norte-oeste de la capital regional Olsztyn.
Antes de 1945, el área era parte de Alemania (Prusia Oriental).